# Зима Олександр Вікторович
Зима Олександр Вікторович (нар. 8 березня 1937, Рибальче, Голопристанський район, Херсонська область — пом. 3 травня 1986, Київ, УРСР) — український поет, прозаїк та журналіст. З 1974 року — член Спілки письменників України, а з 1986 — Спілки письменників СРСР.
Батько українського журналіста, поета, прозаїка Василя Зими

## Біографія
Олександр Вікторович Зима народився 8 березня 1937 року в селі Рибальче, що на Херсонщині. Навчався в середній школі міста Гола Пристань. Службу в Радянській Армії проходив на Далекому Сході. Після демобілізації працював робітником у цілинному радгоспі села Мар'ївка Північноказахстанської області. Перші замальовки, вірші, кореспонденції з'являються ще в шкільні роки.
Бажання навчитися писати привело Олександра Зиму до Львівського державного університету імені Івана Франка на факультет журналістики. Після закінчення університету в 1964 році його запросили в газету «Молодь України». З журналістським посвідченням об'їхав Львівську, Рівненську, Волинську області, знаходячи потрібний матеріал для газети: від проблемної статті і фейлетону до актуальної інформації в номер. Молодий журналіст очолив у Львові відділ обласної газети «Ленінська молодь», працював редактором Львівського радіо та телебачення.
Свою діяльність поета почав 1965 року. Його перша повість «Березовий грім» була надрукувана в «Ленінській молоді». В журналах «Дніпро», «Знання та праця», «Україна», «Жовтень» з'являються його оповідання. Згодом Олександр Зима, маючи достатньо написаного для виходу книги, їде до Києва.
Перша його книга «Хліб для подорожнього» вийшла у 1971 році на видавництві «Молодь». У ній автор розповідає про своїх сучасників — жителів степового краю. 1973 року світ побачила його друга книга — «День молодого сонця», яка вийшла на львівському видавництві «Каменяр». Наступного року письменник стає членом Спілки письменників України та їде у майже рідні йому південні краї — до Миколаєва.
В корабельному місті у нього з'являється багато друзів серед корабелів і рибалок, сільських працівників і місцевої інтелігенції, письменник полюбляє виступати перед місцевими школярами. На півдні він знайомиться з колгоспним керівником Миколою Миколайовичем Рябошапкою, з яким у нього зав'язується міцна дружба, результатом якої стала художньо-документальна повість «Степовики», яка вийшла 1979 року. У ній автор порушує важливі питання господарювання на землі.
Повернувшись до Києва, Олександр Зима завідував редакцією поезії та першої книги у видавництві «Молодь». Там же, у 1982 році, написав і видав роман «Мідний серпень», про життя будівельників Південноукраїнської АЕС. 1983 року написав повість «Жолуді на піску», яку присвятив проблемі збереження причорноморської природи.
У 1983 році поет написав повість «Терези», а 1987 - свій останній науково-фантастичний роман «День на роздуми», який присвятив ученим, які відкривають нові види енергії. Автор встиг його закінчити за життя, але вийшов він вже після його смерті.
Наприкінці свого життя письменник почав писати казки: у 1985 році видав збірку «Малий поводир», 1988 — «Зачарований хлопчик».
1986 року став членом Спілки письменників СРСР. Окремі його твори було перекладено російською, грузинською, узбецькою та казахською мовами.
Помер Олександр Зима від тяжкої хвороби 3 травня 1986 року.

### Збірки
- «Малий поводир» (1985)
- «Зачарований хлопчик» (1988)

## Публікації про письменника
- Дмитренко, М. Вірність землі: критика творчості О. В. Зими / М. Дмитренко // Корчагінець. – 1982. – 6 січня.
- Зима Олександр Вікторович (8.03.1937, с. Рибальче Голопристанського р-ну - 3.05.1986, Київ) - укр. рад. письменник. — К. : Українська літературна енциклопедія: В 5-ти т, 1990. — Т. 2. — 267 с.
- Зима М. На варті добра і злагоди // Джерела. — 2000. — 10 груд.
- Кухар-Онишко О. Шанси для землян : роздуми над посмертним романом письменника-земляка Олександра Зими / О.Кухар-Онишко // Ленінське племя. - 1988.- 5 листопада.
- Літературна Миколаївщина в особах: Бібліогр. покажч. / Склад. Полівода Н. А. — Миколаїв: Вид. Г. Гінкул, 2001. — 90 с. Зима О. В., с. 42.
- Олександр Зима, прозаїк // Письменники Радянської України. 1917–1987: Біобібліогр. довід. — К., 1988. — С. 231–232.
- Рябий, М. Залюблений у красивих людей: про Олександра Зиму / М. Рябий // Літературна Україна. - 1971. – 27 червня.
- Татьяненко А. Славетному роду нема переводу // Голопристанський вісник. - 2003. — 26 верес.